# Johann Gottfried Tannauer
Johann Gottfried Tannauer, auch Gottfried Danhauer (* 1680 im Kurfürstentum Sachsen; † zwischen 1733 und 1737 in Sankt Petersburg), war ein deutscher Hofkünstler und Maler, der ab 1711 in Russland wirkte.

## Leben
Als Uhrmacher in Schwaben tätig, wurde Tannauer Violinist und arbeitete schließlich in Venedig bei Sebastiano Bombelli als Maler. In Holland wirkte er als Rubens-Kopist und wurde dort Porträtmaler.
Während Tannauer in Karlsbad arbeitete, empfahl ihn Johann Kupetzky dem Zaren Peter I. Im Jahr 1710 wurde er von letzterem als Hofmaler engagiert, begab sich nach Smolensk und begleitete den Herrscher auf seinem Pruthfeldzug.

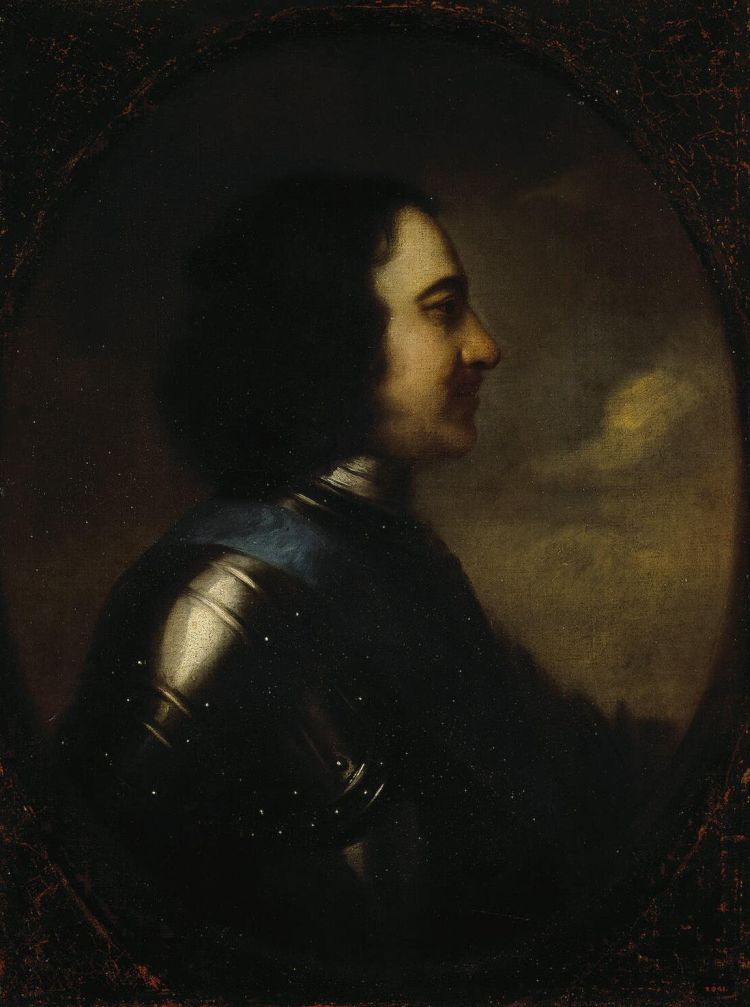
Eremitage: Peter der Große, in Öl porträtiert von Johann Gottfried Tannauer

In den darauffolgenden Petersburger Jahren porträtierte er mehrfach den Zaren und seine Gattin sowie daneben den Zarewitsch, 1719 den Grafen Pjotr Andrejewitsch Tolstoi, um 1725 den Generaladmiral Apraxin, 1717 Wassili Tatischtschew, um 1725 den Diplomaten Graf Pavel Ivan Jaguzinskij und den Admiral Iwan Michailowitsch Golowin. Nebenher setzte Tannauer Uhren instand. Schüler des Hofmalers Tannauer waren zum Beispiel Iwan Nikitin und Pjotr Jeropkin.
1727 – also zwei Jahre nach dem Tod Peters I. – erlitt Tannauer auf der Rückreise in die deutsche Heimat in Polen einen Schlaganfall. Nach Petersburg zurückgekehrt, verstarb er dort an seiner Wirkungsstätte zwischen 1733 und 1737.